# Christian Fliegner
Christian Fliegner (Bad Tölz, 11 dicembre 1976) è un cantante e direttore di coro tedesco. Inizia la carriera da bambino come celebrata voce bianca solista. Da adulto si esibisce come tenore, ma è all'attività didattica che concentra in primo luogo le sue energie come insegnante di canto e dal 2014 direttore artistico del Tölzer Knabenchor.

## Biografia
Christian Fliegner nasce nel 1976. La sua carriera musicale inizia nel 1982 quando si unisce al Tölzer Knabenchor. Il suo eccezionale talento canoro lo porta a bruciare le tappe e ben presto a diventarne una delle voci bianche soliste. I suoi primi ruoli importanti sono quelli della voce dell'uccello della foresta nel Siegfried di Richard Wagner sotto la direzione di Michael Gielen e la parte del primo genio ne Il flauto magico di Wolfgang Amadeus Mozart a Monaco e Amburgo (in questa parte Fliegner apparirà in numerose produzioni e in due registrazioni, l'una diretta da Sir Neville Marriner e l'altra da Armin Jordan).
Nel 1989 interpreta il ruolo di Amore nell'Orfeo ed Euridice di Christoph Willibald Gluck, diretto (e registrato) da Hartmut Haenchen al Teatro dell'Opera di Amsterdam. Un altro momento importante della sua carriera come voce bianca solista è la parte di "Yniold" nel Pelléas et Mélisande di Claude Debussy all'Opéra de Nice (anche di essa si conserva la registrazione per Disques Pierre Verany). Altrettanto rilevante è il ruolo di "Melia" in Apollo et Hyacinthus di Wolfgang Amadeus Mozart, diretto da Gerhard Schmidt-Gaden con Ensemble Baroque de Nice nella sua forma originale per voci bianche soliste (tour e registrazione nel 1990 per Pavane). Sempre nel 1990 Fliegner si esibisce al Maggio Musicale Fiorentino ne La leggenda dell'invisibile città di Kitež e della fanciulla Fevronija di Nikolaj Andreevič Rimskij-Korsakov. 
Oltre che in teatro, Flieger ha un'intensa carriera nelle sale da concerto e di registrazione, come interprete di parti soliste in opere di Heinrich Schütz (Kleiner geistlichen Concerten), Dietrich Buxtehude (Cantate) e altri compositori di oratori. Lo si ricorda in particolare come interprete di Johann Sebastian Bach: dall'Oratorio di Natale (BWV 248) alla Passione secondo Giovanni (BW 245), fino alla celebre produzione della Passione secondo Matteo (BWV 244) diretta da Gustav Leonhardt (disco, televisione e tour). Fliegner appare anche in televisione all'Eurovision Song Contest e in programmi con Grit van Jüten e René Kollo.  
Da adulto Fliegner continua come tenore la sua carriera di interprete nell'opera e nell'oratorio. Nel 2002 lo troviamo al Festival di Pasqua di Salisburgo nel ruolo del terzo scudiero nel Parsifal di Richard Wagner sotto la direzione di Claudio Abbado. Nel 2011 ha cantato brani di Mozart (Exsultate, jubilate, Messa dell'incoronazione) sotto la direzione di Enoch zu Guttenberg. 
I suoi interessi tuttavia lo spingono a dedicarsi in primo luogo all'attività didattica, come insegnante, autore ed organizzatore. Fin dal 1992 è attivo come direttore di coro e insegnante di canto per il Tölzer Knabenchor, di cui dal settembre 2014 diventa direttore artistico insieme a Clemens Haudum, succedendo al fondatore e direttore del coro di lunga data Gerhard Schmidt-Gaden.

## Opere
- Karin Windorfer e Christian Fliegner, Musikgeheimnisse, München: Gloor Verlag, 2007, ISBN 978-3-938037-08-9